# بيل بوث
بيل بوث (بالإنجليزية: Bill Booth)‏ (7 يوليو 1920 في المملكة المتحدة - 18 فبراير 1990 في المملكة المتحدة) هو لاعب كرة قدم بريطاني (وحمل سابقاً جنسية المملكة المتحدة لبريطانيا العظمى وأيرلندا) في مركز الوسط. لعب مع برايتون أند هوف ألبيون وبورت فايل وكارديف سيتي ووولفرهامبتون واندررز وهاستينغز يونايتد ‏.